# Битка код Маркијанопоља
Битка код Маркијанопоља вођена је 376. године између војске Римског царства са једне и готске војске Фритигерна са друге стране. Део је Готског рата (377—382), а завршена је победом Гота.

## Увод
Готски рат 377—382. изазван је хунским проласком кроз Врата народа 375. године. Хуни ће изазвати Велику сеобу народа. Готи на лето и у јесен следеће године стижу на дунавску границу Римског царства где од цара Валенса I траже дозволу да се населе на римској територији. Валенс им је дозволио да се населе у Мезији обећавајући им земљу, храну и заштиту у замену за њихову борбу против Хуна и обезбеђивање римских граница. Међутим, Валенс своја обећања није одржао. Старима и болеснима није дозвољено да пређу границу Рима. Међу Готима је убрзо избила глад. Римљани нису могли да их снабдевају нити храном, а нису им ни давали обећану земљу. Готи су били смештени у привременом простору окруженом римским гарнизоном. Хране је било довољно само за римски гарнизон, тако да су они оставили Готе да скапавају од глади. Корумпирани римски заповедници су им понудили алтернативан начин да дођу до хране.

## Битка
Кад се Фритигерн жалио цару Валенсу речено му је да могу наћи храну и трговати у удаљеном граду Маркијанопољу. Готи нису имали избора, те су кренули ка југу, губећи болесне и старије путем. Кад су стигли у Маркијанопољ, градски војни гарнизон их је спречио да уђу у град. Римљани су чак безуспешно покушали да убију готске вође. Тада је избила отворена побуна. Сам Фритигерн једва је избегао погибију у бици. Готи ипак односе победу.